# Pangio
Genre
Le genre Pangio (anciennement Acanthophthalmus) regroupe des poissons d'eau douce au corps serpentiforme. Ce sont des animaux pacifiques appréciés en aquariophilie. L'espèce la plus connue des amateurs aquariophiles est Pangio kuhlii ou communément "kuhlii". Ces poissons sont le mieux représentés dans les îles de la Sonde, où 16 des espèces sont recensées. Un certain nombre d'autres sont connues de l'Inde et de Myanmar.

## Liste des espèces
Selon FishBase (28 mai 2015) :
- Pangio agma (Burridge, 1992)
- Pangio alcoides Kottelat & Lim, 1993
- Pangio alternans Kottelat & Lim, 1993
- Pangio ammophila Britz, Ali & Raghavan, 2012[4]
- Pangio anguillaris (Vaillant, 1902)
- Pangio apoda Britz & Maclaine, 2007
- Pangio atactos Tan & Kottelat, 2009
- Pangio bitaimac Tan & Kottelat, 2009
- Pangio borneensis (Boulenger, 1894)
- Pangio cuneovirgata (Raut, 1957)
- Pangio doriae (Perugia, 1892)
- Pangio elongata Britz & Maclaine, 2007
- Pangio filinaris Kottelat & Lim, 1993
- Pangio fusca (Blyth, 1860)
- Pangio goaensis (Tilak, 1972)
- Pangio incognito Kottelat & Lim, 1993
- Pangio kuhlii (Valenciennes, 1846)
- Pangio lidi Hadiaty & Kottelat, 2009
- Pangio longimanus Britz & Kottelat, 2010
- Pangio longipinnis (Menon, 1992)
- Pangio lumbriciformis Britz & Maclaine, 2007
- Pangio malayana (Tweedie, 1956)
- Pangio mariarum (Inger & Chin, 1962)
- Pangio muraeniformis (de Beaufort, 1933)
- Pangio myersi (Harry, 1949)
- Pangio oblonga (Valenciennes, 1846)
- Pangio pangia (Hamilton, 1822)
- Pangio piperata Kottelat & Lim, 1993
- Pangio pulla Kottelat & Lim, 1993
- Pangio robiginosa (Raut, 1957)
- Pangio semicincta (Fraser-Brunner, 1940)
- Pangio shelfordii (Popta, 1903)
- Pangio signicauda Britz & Maclaine, 2007
- Pangio superba (Roberts, 1989)

## Galerie

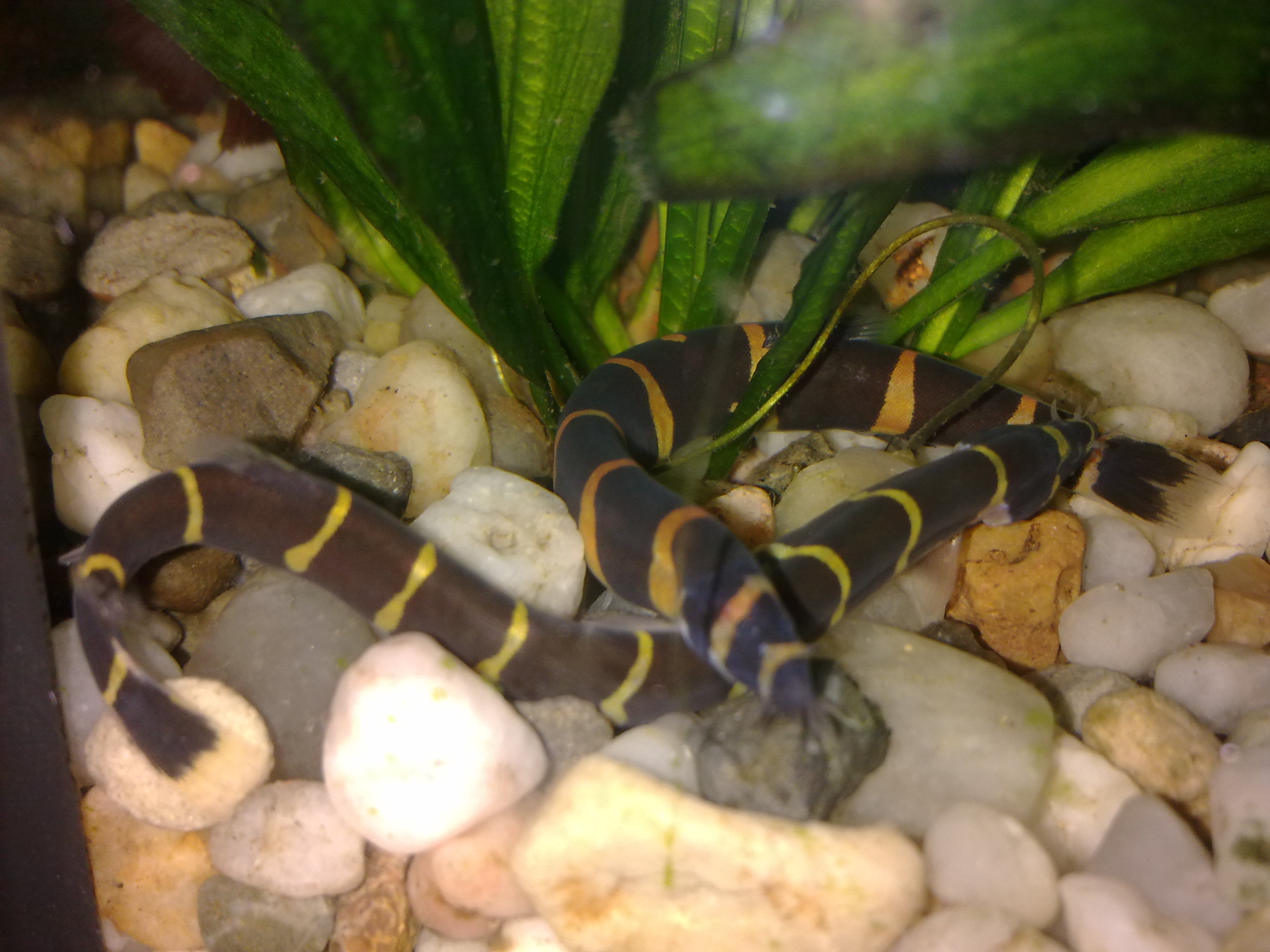
Pangio kuhlii
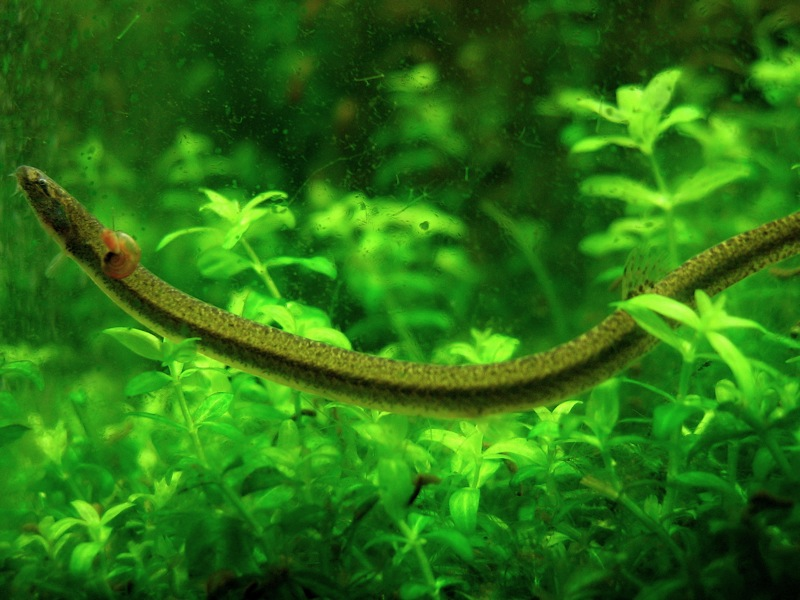
Pangio muraeniformis
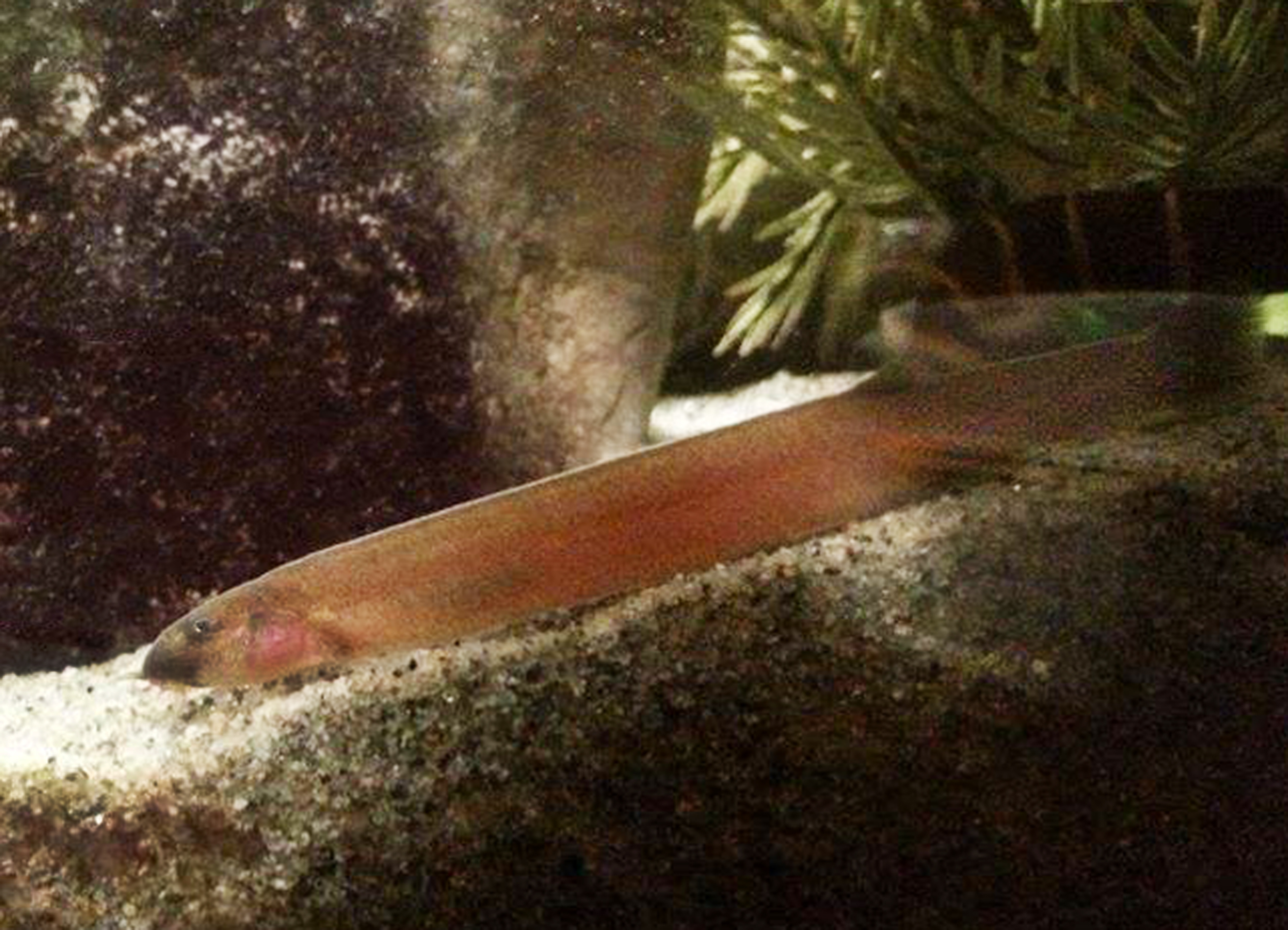
Pangio oblonga

## Bibliothèque
- Kottelat, M. (2012): Conspectus cobitidum: an inventory of the loaches of the world (Teleostei: Cypriniformes: Cobitoidei). The Raffles Bulletin of Zoology, Suppl. No. 26: 1-199.